# Seroa
Seroa es una freguesia portuguesa del concelho de Paços de Ferreira, con 6,05 km² de superficie y 3.661 habitantes (2001). Su densidad de población es de 605,1 hab/km².